# ونوغة (أمازيغ)
ونوغة هو عرش أمازيغي من عروش زواوة يقع في منطقة القبائل شرق جبال جرجرة ضمن ولاية بجاية في الجزائر ·  ·  ·  · .